# بعلهوک
بعلهوک (به هلندی: Baalhoek) یک منطقهٔ مسکونی در هلند است که در هولست واقع شده‌است.